# 클레이드송 호드리게스 두스 산투스
클레이드송 호드리게스 두스 산투스(포르투갈어: Cleidson Rodrigues dos Santos, 짧게 줄여 클레이드송, 1988년 8월 13일 ~, 캄피나그란지)는 브라질 출신의 축구 선수이다. 현재 트레제 FC에서 스포르트 헤시피에 임대되어 뛰고 있다.

## 계약 사항
- 트레제 FC 2006년 9월 22일 ~ 2009년 9월 22일
- 스포르트 헤시피 (임대) 2007년 3월 14일 ~ 2008년 3월 14일